# Saint-Benoit-en-Diois
 Saint-Benoit-en-Diois  es una población y comuna francesa, en la región de Ródano-Alpes, departamento de Drôme, en el distrito de Die y cantón de Saillans.

## Demografía
| 43 | 41 | 31 | 30 | 29 | 31 |
| Para los censos de 1962 a 1999 la población legal corresponde a la población sin duplicidades (Fuente: INSEE [Consultar]) |    |    |    |    |    |